# البويشات

بلدات وقُرى قضاء حيفا شمال غربي فلسطين.

البُويشات، هي قرية فلسطينيّة مُهَجَّرَة، كانت تقع إلى الشمالِ الغربي من أُمِّ الفحم وهي إحدى أصغر قُراها، تبعدُ عنها حوالي 4 كيلو متر في منطقةِ الروحة بالمُثلّثِ الشّمالي. تمّ تهجير أهلُها عام 1948م، وحل أهلها عنها خوفاً من القتل والنهب الذي نشرته العصابات اليهودية في المنطقة عند احتلال بقية القرى في الروحا وتهجير أهلها وتفريغها من سكانها بهدف ربط التواصل بين المستوطنات اليهودية في مرج بن عامر مع المستوطنات في السهل الساحلي. فبعد الهجرة عام 1948، استقر قسم من سكانها في معاوية (آل حبيطي) ومنهم من استقر فيها حتى قبل هذه المرحلة، والقسم الآخر في أم الفحم (دار الطاهر وآل خليفة). وفيما بعد هُدمت بيوت القرية. ولكن، ولحسن الحظ، استمر أصحابها في خدمة أراضيهم وزراعتها حتى يومنا هذا وحافظوا على التمسك بأراضيهم من الضياع. كانَ يعتاشُ أهلُها على الزراعةِ وتربية المواشي وكانت ذات ينابيعٍ كثيرة وبساتينٍ يكثُر فيها التوت، التين والليمون. لصغرِ القريةِ وعدم إستقرار أهلُها فيها بين البقاء صيفًا والعودةُ إلى أُمِّ الفحمِ شتاءً لم تكن فيها مدرسة، يُقال أنّه كانت تسكنها عائلة غريبة من قرى بني صعب قبل 200 سنة وباعتها لأهالي أم الفحم ثم رحلت عنها. ويعود أصل أهلُها إلى أُمِّ الفحمِ من حُمولة الإِغباريَّة والمحاميد. بعد تهجيرهم من أرضهم استقرَّ بعضَهُم في قريةِ معاوية وأمّا القسم الآخر فعادَ إلى أُمِّ الفحمِ.
تنتشر فيها حاليًا أشجار الزيتون بشكلٍ كبيرٍ، بالإضافةِ إلى التين، والفواكه في البساتين وحتى الخضار قرب عيون الماء لريها. حيث تنتشر في منطقةِ البُويشات عُيونَ الماء بوفرة، مثل: عين أبو البحر، عين الشُّحبرة، عين البلاطة، عين أبو سمرة، عين البُويشات التي كانت تُجمّع مياها في بركةٍ لري البساتين. وغيرها الكثير من العُيون. يُعتبر وادي البُويشات من أغنى أودية الروحة بالمياهِ وخاصةً في فصلِ الشتاءِ. واليوم يَستعمِلَ أهالي أُمَّ الفحم والمنطقة الروحة في أيّامِ الربيع مكانًا للتنزّه والإستجمام للتمتّع بجمالِ الطبيعة وجريان مياه عُيونها ووديانها.